# Spydeberg
Spydeberg är en tätort i Indre Østfolds kommun i Østfold fylke i sydöstra Norge.
Orten utgjorde tidigare centralort i dåvarande Spydebergs kommun. Orten låg då på gränsen till dåvarande Hobøls kommun och 1 133 av invånarna bodde i området Knapstad som tillhöde Hobøls kommun.